# Pichet Sadien
Pichet Sadien (thailändisch พิเชษฐ์ สาดีน, * 5. März 1979 in Satun) ist ein thailändischer Fußballtrainer und ehemaliger Fußballspieler.

## Karriere

### Spieler
Pichet Sadien stand bis Ende 2013 bei Songkhla United unter Vertrag. Wo er vorher gespielt hat, ist unbekannt. Der Verein aus Songkhla spielte in der ersten Liga des Landes, der Thai Premier League. Für Songkhla bestritt er 25 Spiele in der ersten Liga.
Am 1. Januar 2014 beendete er seine Karriere als Fußballspieler.

### Trainer
Am 1. Januar 2018 übernahm er das Traineramt bei Ranong United FC. Der Verein aus Ranong spielte in der dritten Liga, der Thai League 3. Hier trat der Klub in der Lower Region an. In Ranong stand er bis zum 20. Oktober 2018 unter Vertrag.